# Nadeen Ashraf
Nadeen Ashraf (em árabe: نادين اشرف; nascida em 12 de março de 1998, no Egito) é uma ativista feminista egípcia. Seu uso da mídia social instigou o movimento #MeToo no Egito. Ela faz parte da lista das 100 mulheres de 2020 da BBC.

## Biografia
Nadeen Ashraf nasceu no Cairo, capital do Egito, em 1998. Seu pai é desenvolvedor de software e sua mãe é nutricionista. Em 2020, ela estudava Filosofia e Ciência Política na American University no Cairo. Na noite de 1º de julho de 2020, Nadeen Ashraf criou uma conta no Instagram chamada "Polícia de Estupro" (Assault Police), que foi a primeira plataforma pública a permitir que as mulheres egípcias tivessem voz no movimento #MeToo. Em uma pesquisa de 2013, 99% das mulheres egípcias disseram ter sobrevivido a ataques sexuais.

## Polícia de Estupro Egito
A conta "Assault Police" foi inicialmente criada por Nadeen Ashraf para fornecer uma plataforma para mulheres que sofreram agressão sexual e estupro tornarem suas experiências públicas anonimamente. A conta desempenhou um papel importante na descoberta do caso do assediador e suposto estuprador, Ahmed Bassam Zaki, que foi condenado a três anos de prisão por acusações de assédio sexual online, em dezembro de 2020. Outro caso que veio à tona por meio do relato foi o suposto estupro coletivo de uma mulher em um hotel, em 2014 por um grupo de homens de famílias poderosas que, segundo consta, se filmaram e divulgaram o vídeo na internet. O conteúdo da conta "Polícia do Estupro" expandiu-se de denúncias para expressar preocupações gerais sobre violência sexual, bem como para educar e fornecer recursos às mulheres.
O relato desencadeou uma conversa muito necessária sobre culpar as vítimas e religião. A conta "Polícia do Estupro" incentivou outras pessoas a compartilhar suas experiências, um movimento que a mídia chamou de #MeToo do Egito. Também estimulou outros movimentos e encorajou outras mulheres a se manifestarem contra o assédio sexual, como estudantes do Higher Film Institute of Egito.
Respondendo ao crescente debate público sobre a segurança das mulheres, em agosto, o parlamento aprovou uma lei dando às mulheres o direito automático ao anonimato ao denunciar crimes sexuais na nação conservadora em uma tentativa de encorajar mais denúncias de agressões sexuais. O caso de grande repercussão fez com que figuras públicas e organizações no Egito se manifestassem contra o estupro e a violência sexual. A Mesquita Al-Azhar publicou uma declaração incentivando as mulheres a denunciar incidentes, dizendo que o silêncio representa uma ameaça à sociedade e leva a mais violações.
A conta da "Assault Police" ficou temporariamente offline no dia 29 de julho por 10 dias, pois seu administrador havia recebido várias ameaças de morte graves. As ameaças ocorreram após postagens da Polícia do Estupro sobre vários supostos estupros coletivos, incluindo o suposto estupro coletivo no hotel Fairmont em 2014.
No final de 2020, Nadeen Ashraf planejava transformar a conta do Instagram em uma organização em tempo integral que pode apoiar os sobreviventes de várias maneiras: desde ajudá-los a entrar em contato com profissionais até oferecer assistência jurídica e terapia. Mas a conta está desligada desde 2021.

## Prêmios
Em 2020, Nadeen Ashraf foi listada como uma das 100 mulheres do ano da BBC. Ela também foi premiada com o Changemaker Award no Equality Now Virtual Gala, patrocinado pela Gucci.